# ديف تومسون (كاتب)
ديف تومسون (بالإنجليزية: Dave Thompson)‏ هو كاتب بريطاني، ولد في 3 يناير 1963 في ديفون في المملكة المتحدة.

## وصلات خارجية
- ديف تومسون على موقع ميوزك برينز (الإنجليزية)
- ديف تومسون على موقع ديسكوغز (الإنجليزية)